# Aleksandr Boukharov (football)
Pour les articles homonymes, voir Boukharov et Aleksandr Boukharov.
Aleksandr Ievguenievitch Boukharov (en russe : Александр Евгеньевич Бухаров) né le 12 mars 1985 à Naberejnye Tchelny, est un footballeur international russe. Il joue au poste d'attaquant avec l'équipe nationale de Russie.

## Biographie

### En club
Aleksandr Boukharov commence le football en 2002 dans le modeste club du Krasnodar-2000 puis rejoint le club de FK Tchernomorets Novorossiisk en 2003, il dispute que très peu de matchs dans ces deux clubs.
Il signe donc au FK Roubine Kazan en 2004 pour une somme de 100 000 €, il joue près d'une saison et demi en équipe B du club, où il marque plus de 20 buts. Il débute en 2005, en équipe première en jouant 16 matchs lors de ses deux premières saison. Les saisons 2006 et 2007 sont pratiquement vierge pour Aleksandr à cause d'une blessure très grave : entorse des ligaments croisés qui l'éloignera des terrains pendant près d'une année complète. 
En janvier 2006, il est acheté par le FK Roubine Kazan pour une somme de 400 000 €, pour en devenir le titulaire du flanc droit du club russe. Deux ans plus tard, le club devient champion de Russie et récidive en 2009 avec un deuxième titre consécutif.
En 2008, il remporte le titre de champion de Russie, Bukharov marque 6 buts en 19 matchs de championnat. Son club récidive l'année suivante et obtient le doublé, Bukharov fait une excellente saison et marque 16 buts en 23 matchs, il est même second meilleur buteur du pays en compagnie de son coéquipier argentin Alejandro Domínguez.
Le 16 septembre 2009, il découvre la Ligue des champions de l'UEFA 2009-2010 contre le club ukrainien du Dynamo Kiev (1-3). Malheureusement, le FK Roubine Kazan termine troisième de la phase de groupe et est reversé en Ligue Europa.
Le 3 mars 2010, il marque le but de la victoire en Supercoupe contre le CSKA Moscou.
Il signe au Zénith Saint-Pétersbourg en juillet 2010, un contrat de 4 ans, le montant du transfert s'élevant à 12 millions d'euros.

### En sélection nationale
Aleksandr Boukharov est tout d'abord sélectionné avec la sélection russe des moins 17 ans pour le compte du deuxième tour de qualification du Championnat d'Europe des moins de 17 ans 2001, il honore donc sa première sélection contre l'Irlande du Nord (5-3). Il y dispute au total 2 matchs.
Aleksandr est ensuite appelé avec les espoirs russes pour disputer deux matchs.
Le 14 octobre 2009, il honore sa première sélection contre l'Azerbaïdjan pour le compte des qualifications de la Coupe du monde 2010, il rentre à la 64e minute à la place de son compatriote Vladimir Bystrov.

## Palmarès
| - FK Rubin Kazan - Championnat de Russie - Vainqueur : 2008 et 2009. - Coupe de Russie - Finaliste : 2009. - Supercoupe de Russie - Vainqueur : 2010. - Finaliste : 2009. |

## Statistiques
| Saison                | Club                     | Championnat           | Championnat | Championnat | Coupe(s) nationale(s) | Coupe(s) nationale(s) | Compétition(s) continentale(s) | Compétition(s) continentale(s) | Compétition(s) continentale(s) | Russie | Russie | Total | Total |
| Saison                | Club                     | Division              | M.          | B.          | M.                    | B.                    | Comp.                          | M.                             | B.                             | M.     | B.     | M.    | B.    |
| 2002                  | Krasnodar-2000           | D3                    | 1           | 0           | -                     | -                     | -                              | -                              | -                              | -      | -      | 1     | 0     |
| 2004                  | Rubin-2 Kazan            | D3                    | 32          | 11          | 3                     | 1                     | -                              | -                              | -                              | -      | -      | 35    | 12    |
| Sous-total            | Sous-total               | Sous-total            | 33          | 1           | 3                     | 1                     | -                              | -                              | -                              | -      | -      | 36    | 2     |
| 2005                  | Rubin Kazan              | D1                    | 8           | 2           | 1                     | 0                     | -                              | -                              | -                              | -      | -      | 9     | 2     |
| 2006                  | Rubin Kazan              | D1                    | 8           | 5           | 5                     | 1                     | -                              | -                              | -                              | -      | -      | 13    | 6     |
| 2007                  | Rubin Kazan              | D1                    | -           | -           | -                     | -                     | -                              | -                              | -                              | -      | -      | 0     | 0     |
| 2008                  | Rubin Kazan              | D1                    | 20          | 6           | 2                     | 0                     | -                              | -                              | -                              | -      | -      | 22    | 6     |
| 2009                  | Rubin Kazan              | D1                    | 23          | 16          | -                     | -                     | C1                             | 4                              | 0                              | 1      | 0      | 28    | 16    |
| 2010                  | Rubin Kazan              | D1                    | 12          | 4           | 1                     | 1                     | C3                             | 4                              | 2                              | -      | -      | 17    | 7     |
| Sous-total            | Sous-total               | Sous-total            | 71          | 33          | 8                     | 2                     | -                              | 8                              | 2                              | 1      | 0      | 88    | 37    |
| 2010                  | Zénith Saint-Pétersbourg | D1                    | 10          | 4           | -                     | -                     | C1+C3                          | 2+5                            | 0+3                            | 1      | 0      | 18    | 7     |
| 2011-2012             | Zénith Saint-Pétersbourg | D1                    | 31          | 6           | 4                     | 2                     | C3+C1                          | 1+5                            | 0                              | -      | -      | 41    | 8     |
| 2012-2013             | Zénith Saint-Pétersbourg | D1                    | 9           | 1           | 4                     | 0                     | C1+C3                          | 1+1                            | 0                              | -      | -      | 15    | 1     |
| 2013-2014             | Zénith Saint-Pétersbourg | D1                    | 4           | 0           | 2                     | 0                     | C1                             | 2                              | 1                              | -      | -      | 8     | 1     |
| Sous-total            | Sous-total               | Sous-total            | 54          | 11          | 10                    | 2                     | -                              | 17                             | 4                              | 1      | 0      | 82    | 17    |
| 2013-2014             | Anji Makhatchkala (prêt) | D1                    | 10          | 2           | -                     | -                     | C3                             | 4                              | 0                              | -      | -      | 14    | 2     |
| Sous-total            | Sous-total               | Sous-total            | 10          | 2           | -                     | -                     | -                              | 4                              | 0                              | -      | -      | 14    | 2     |
| 2014-2015             | FK Rostov                | D1                    | 28          | 5           | 2                     | 0                     | C3                             | 2                              | 0                              | -      | -      | 32    | 5     |
| 2015-2016             | FK Rostov                | D1                    | 25          | 3           | -                     | -                     | -                              | -                              | -                              | -      | -      | 25    | 3     |
| 2016-2017             | FK Rostov                | D1                    | 18          | 6           | -                     | -                     | C1+C3                          | 5+4                            | 0+1                            | -      | -      | 27    | 7     |
| 2017-2018             | FK Rostov                | D1                    | 13          | 2           | 2                     | 1                     | -                              | -                              | -                              | 7      | 1      | 22    | 4     |
| Sous-total            | Sous-total               | Sous-total            | 84          | 16          | 4                     | 1                     | -                              | 11                             | 1                              | 7      | 1      | 106   | 19    |
| 2018-2019             | Rubin Kazan              | D1                    | 21          | 0           | 1                     | 0                     | -                              | -                              | -                              | -      | -      | 22    | 0     |
| Total sur la carrière | Total sur la carrière    | Total sur la carrière | 273         | 63          | 26                    | 6                     | -                              | 40                             | 7                              | 9      | 1      | 348   | 77    |